# Очеретянка капська
Очеретянка капська (Sphenoeacus afer) — вид горобцеподібних птахів родини Macrosphenidae.

## Поширення
Вид поширений в Південній Африці. Трапляється на півдні та сході ПАР, в Лесото та Есватіні і на півдні Мозамбіку, а також є ізольована популяція та сході Зімбабве. Живе в узбережних та гірських фінбошах, у скребах в долинах річок, на гірських схилах з чагарниковою рослинністю.

## Опис
Дрібний птах, завдовжки 17–19 см, вагою близько 30 г. Верхня частина тіла коричневого кольору з темними прожилками, хвіст світліший. Над очима проходить біла брова. Нижня частина тіла біла з чорними прожилками.

## Спосіб життя
Трапляється поодинці або парами. Живиться комахами та дрібними безхребетними.

## Підвиди
- S. a. excisus Clancey, 1973
- S. a. natalensis Shelley, 1882
- S. a. intermedius Shelley, 1882
- S. a. afer (J.F. Gmelin, 1789)